# رود توراغای
رود توراغای (به لاتین: Turağayçay) یکی از ریزابه‌های رود ترتر است که در جمهوری آرتساخ قرار گرفته است.

## ویژگی‌ها
رود توراغای شاخه سمت راست رود ترتر است و ۳۵ کیلومتر (۲۲ مایل) درازا دارد. این رودخانه از بلندای ۶۸۲ متر (۲۲۳۸ فوت) در شرق شهرستان ترتر به رود ترتر می‌ریزد. رود ترتر سپس از راه شهرستان ترتر و شهرستان بردع وارد رود کورا می‌شوند.